# Дана Скотт
Дана Скотт (англ. Dana Stewart Scott; нар.11 жовтня 1932)  —  американський математик та теоретик в галузі інформатики, лауреат премії Тюрінга.